# Oxyopes bantaengi
Oxyopes bantaengi is een spinnensoort uit de familie van de lynxspinnen (Oxyopidae).
De wetenschappelijke naam van de soort werd in 1911 gepubliceerd door P. Merian.